# 梁潤生
梁潤生（1914年5月7日—2002年10月29日），字德修，曾任國立臺灣大學動物學系教授。

## 生平
畢業於廣東省立勷勤大學博物地理系生物組（今华南师范大学前身，位於永汉路，即今日的北京路），然後留任該校助教。八年抗戰期間經歷廣東省立文理學院講師、福建省研究院動植物研究所研究員、廈門中山大學講師、陽江中學礦物學教師及文理學院生物系副教授等職位。
1942年，梁潤生任職在福建省研究院動植物研究所期間，於研究所的期刊發表他的第一篇學術論文：「Notes on some species of Homalopterid loaches referring to Pseudogastromyzon from Fukien, China」。本論文論述一個屬於輻鰭魚綱鲤形目平鰭鰍科擬腹吸鰍屬擬腹吸鰍的新亞種。
戰後隨同國民政府渡台，歷任台灣省水產試驗所技正、台灣省師範學院、國立臺灣大學、東海、師大、輔仁、文化、台北醫學院、國防醫學院等兼任教授。1961年轉任台大動物系專任教授，1963年代系主任，1965年被任命為系主任兼動物研究所所長，其間共達十一年之久。此外，他亦負責編寫台灣新生報科學副刊。
1978年與王慶讓共同發表新種台北樹蛙。

### 著作
- 台灣重要食用魚類圖鑑，1964
- 南投縣生物志: 土壤稿. 動物篇稿，1966
- 新教材高中生物，1967
- 熊貓和浣熊，1983
- 人類的遠親-猴類，1984